# Palaeococcus ferrophilus
Palaeococcus ferrophilus es una especie de arquea aislado de fuentes hidrotermales. Es barófila e hipertermófila. Las células poseen forma de cocos irregulares y son móviles por flagelos polares.
Paleococcus fue el tercer género dentro Methanobacteriota descrito en la literatura.  Estos organismos utilizan de preferencia azufre elemental como un aceptor de electrones, pero también pueden utilizar óxido ferroso.

## Otras lecturas
- Clelia Neves, Milton S. da Costa & Helena Santos (diciembre de 2005). «Compatible solutes of the hyperthermophile Palaeococcus ferrophilus: osmoadaptation and thermoadaptation in the order thermococcales». Applied and Environmental Microbiology 71 (12): 8091-8098. PMC 1317470. PMID 16332790. doi:10.1128/AEM.71.12.8091-8098.2005.